# یورو (دوره)
یورو (به ژاپنی: 養老 Yōrō) نام عصر ژاپنی بود. این عصر بعد از ریکی و قبل از جینکی قرار داشت و از نوامبر ۷۱۷ تا فوریه ۷۲۴ به طول انجامید. در طی این عصر امپراتریس گنشو حکمران ژاپن بود.